# Campionat d'Austràlia de trial femení
El Campionat d'Austràlia de trial femení, regulat per la federació australiana de motociclisme, MA (Motorcycling Australia), és la màxima competició de trial en categoria femenina que es disputa a Austràlia.

## Llista de guanyadores
A 1 de gener de 2025
| Temporada                | Campiona                               | Motocicleta      |
| ------------------------ | -------------------------------------- | ---------------- |
| 1979                     | Bev Anderson                           | Yamaha           |
| 1980                     | Jenny Johnson                          | Yamaha           |
| 1981                     | Bev Anderson                           | Montesa          |
| 1982                     | Jenny Symons                           | Montesa          |
| 1983 - 1998: Sense dades |                                        |                  |
| 1999                     | Michelle Owen                          | Beta             |
| 2000                     | Michelle Owen                          | Beta             |
| 2001                     | Rachael Nutall                         | Beta             |
| 2002                     | Michelle Owen                          | Sherco           |
| 2003                     | Bev Anderson-Tranter                   | Sherco           |
| 2004                     | Michelle Owen                          | Sherco           |
| 2005                     | Michelle Owen                          | Sherco           |
| 2006                     | Kristie McKinnon                       | Scorpa           |
| 2007                     | Michelle Owen                          | Sherco           |
| 2008                     | Michelle Coleman Owen                  | Sherco           |
| 2009                     | Michelle Coleman Owen Kristie McKinnon | Sherco · Gas Gas |
| 2010                     | Michelle Coleman Owen                  | ?                |
| 2011                     | Kristie McKinnon                       | Gas Gas          |
| 2012                     | Kristie McKinnon                       | Gas Gas          |
| 2013                     | Kristie McKinnon                       | Gas Gas          |
| 2014                     | Michelle Coleman Owen                  | Sherco           |
| 2015                     | Kristie McKinnon                       | Gas Gas          |
| 2016                     | Kristie McKinnon                       | Gas Gas          |
| 2017                     | Kristie McKinnon                       | Gas Gas          |
| 2018                     | Kristie McKinnon                       | Gas Gas          |
| 2019                     | Kristie McKinnon                       | Gas Gas          |
| 2020-2022: No disputat   |                                        |                  |
| 2023                     | Kaitlyn Cummins                        | TRRS             |
| 2024                     | Jenna Lupo                             | TRRS             |

## Estadístiques

### Campiones amb més de 3 títols
A 1 de gener de 2025
| Pilot            | Títols |
| ---------------- | ------ |
| Kristie McKinnon | 10     |
| Michelle Owen    | 10     |